# Friedrich Ludwig Jahn
Friedrich Ludwig Jahn (Lanz, Brandeburgo, 11 de agosto de 1778 - Freyburg, 15 de octubre de 1852) fue un pedagogo alemán, conocido como el «padre de la gimnasia» (en alemán, Turnvater).

## Biografía
Jahn, un nacionalista, quiso exaltar el amor por la patria mediante la gimnasia. Las organizaciones gimnásticas creadas por él fueron, junto con los coros masculinos y las asociaciones de tiro, uno de los canales principales del movimiento por la unificación alemana.
En 1811 Jahn inauguró el primer espacio para la práctica de gimnasia al aire libre en la pradera Hasenheide (cerca de Berlín). Jahn la llamaba tie, recuperando un viejo término germánico para los lugares de reunión públicos, ya que estaba convencido de que era tradición de los antiguos germanos realizar certámenes similares. Jahn quería recuperar el ideal clásico de belleza masculina, resaltándola a través de trajes de gimnasia especialmente diseñados. Su pedagogía no distinguía entre cuerpo y espíritu, ni entre la docencia y la vida como un todo. Veía en la práctica de la gimnasia un antídoto contra los vicios burgueses y un camino hacia la austeridad como ideal de vida.
Los espacios en los que se desarrollaban las competencias pretendían ser un centro de peregrinación. Las sociedades de gimnasia y los otros grupos afines participaban en festejos patrióticos organizados rigurosamente, que incluían canciones, toques de trompetas, llamas sagradas y discursos breves. Jahn entendía, al igual que Arndt, que los festejos debían ser auténticos, no impuestos, sino surgidos del «espíritu del pueblo». También propugnó la construcción de monumentos nacionales como otro medio para afirmar el patriotismo de las masas alemanas.
El movimiento gimnástico de Jahn creció rápidamente. Hacia 1818 se contaban en Prusia unos 6.000 gimnastas reunidos en unas cien sociedades; cincuenta años más tarde superaban los cien mil.
Alrededor de la figura de Jahn se desarrolló un culto a la personalidad, que no se concretó.

Padre de la gimnasia

## Obra
- Bereicherung des hochdeutschen  ok estás bien

Sprachschatzes (Leipzig, 1806),
- Deutsches Volksthum (Lübeck, 1810),
- Runenblätter (Frankfurt, 1814),
- Die Deutsche Turnkunst (con Eiselen, Berlín, 1816)
- Neue Runenblätter (Naumburg, 1828),
- Merke zum deutschen Volksthum (Hildburghausen, 1833)
- Selbstvertheidigung (Leipzig, 1863).